# Benjamin Price
Benjamin Price (若林源三?, Wakabayashi Genzō), più noto come Benji, è un personaggio del manga Capitan Tsubasa, creato da Yōichi Takahashi. Egli appare inoltre in numerosi manga sequel e nelle serie televisive anime tratte dai fumetti, meglio conosciute in italiano come Holly e Benji. Nella versione italiana degli anime il suo nome è stato anglicizzato in Benjamin Price, mentre nell'edizione manga è stato mantenuto l'originale giapponese Genzo Wakabayashi.
Benji è uno dei portieri più forti della serie. Inizialmente rivale del protagonista Oliver Hutton, in seguito i due stringono amicizia e contribuiscono alle vittorie della New Team prima e della nazionale di calcio giapponese poi.

## Descrizione
Benji è un portiere eccezionale, capace di salvataggi e parate magistrali. Pochi sono stati gli avversari che lo hanno superato per due volte nella stessa partita o che gli hanno segnato da fuori area. È inoltre molto carismatico e riesce a tenere alto il morale della squadra anche nei momenti difficili. Ha anche un carattere piuttosto irascibile e viene spesso coinvolto in risse.

## Storia
Benjamin Price fa il suo debutto nel manga Capitan Tsubasa e nell'anime Holly e Benji. All'età di 12 anni incontra per la prima volta Oliver Hutton e tra i due scoppia un'accesa rivalità che culmina nel derby tra la Newppy di Holly e la sua Saint Francis. Insieme a Holly entra poi nella New Team, formazione che riunisce tutti i migliori giocatori della città di Fujisawa ma, a causa di un infortunio, riesce a giocare solo la finale del campionato delle elementari contro la Muppet di Mark Lenders. Dopo questo campionato si trasferisce in Germania Ovest dove entra nelle giovanili dell'Amburgo. Lì conosce Karl Heinz Schneider, centravanti delle giovanili dell'Amburgo e tra i due si sviluppa un'accesa rivalità, in quanto Benji è l'unico portiere in grado di parare il 50% dei suoi tiri.
A 15 anni viene convocato dalla nazionale di calcio giapponese; per tutto il periodo di preparazione al mondiale non fa altro che punzecchiare e provocare i propri compagni, rendendosi odioso alla squadra, ma proprio la sera prima dell'esordio Benji confida a Holly di aver interpretato una parte così sgradevole in accordo con l'allenatore Freddy Marshall, il tutto allo scopo di spronare i compagni a impegnarsi di più e a stimolare la concorrenza dell'altro portiere nipponico, Ed Warner. Il sacrificio di Benji è tale da non voler partecipare al campionato mondiale giovanile di Parigi, rimanendo in panchina per dare l'opportunità al collega Warner di far pratica con avversari internazionali. Benji gioca solo la finale contro la Germania Ovest in sostituzione di Warner infortunatosi nella semifinale e anche grazie alle sue decisive parate il Giappone riesce a vincere il torneo. Dopo il mondiale, a causa dell'infortunio del portiere titolare dell'Amburgo entra in prima squadra.
Tre anni dopo, nella serie Capitan Tsubasa World Youth, si infortuna ai polsi per aver tentato di parare i tiri dell'olandese Brian Cruiford, durante l'amichevole Germania-Olanda e dello svedese Stephan Levin, durante Amburgo-Colonia, ma viene comunque convocato nella nazionale giapponese U20; il Giappone infatti, essendo rimasto privo di giocatori del calibro di Mark Lenders e Tom Becker, deve fare a meno anche di Ed Warner, che ha lasciato la nazionale dopo un litigio con l'allenatore. Gioca come titolare alcune partite dell'Asian Youth, ma nel match contro la Cina si infortuna nuovamente ai polsi e viene sostituito da Warner che nel frattempo era tornato in nazionale. Guarito in tempo per tornare titolare nei quarti contro la Svezia, guida il Giappone alla vittoria del torneo.
Nella serie Captain Tsubasa Road to 2002 Benji gioca nell'Amburgo; la rivalità con Schneider si fa ancora più accesa soprattutto quando egli si trasferisce al Bayern Monaco, che sta allestendo una squadra di stelle per puntare allo scudetto e alla Champions League: Karl propone a Benji di unirsi al Bayern, ma Benji decide di rimanere nella squadra che lo ha accolto fin da piccolo, rifiutandone l'offerta. I due si ritrovano quindi da avversari in Bundesliga. A causa proprio di un errore commesso nella partita contro il Bayern, in Captain Tsubasa Golden 23 Benji viene messo fuori squadra dall'allenatore, per cui decide di lasciare la squadra e di dedicarsi totalmente alla nazionale nelle qualificazioni asiatiche per le Olimpiadi di Madrid.

### Cronologia squadre
| Arco                                | Squadra           | Squadra           | Torneo                                 | Risultato    |
|                                     | Manga             | Anime             |                                        |              |
| ----------------------------------- | ----------------- | ----------------- | -------------------------------------- | ------------ |
| Sfida contro Holly                  | Shutetsu          | Saint Francis     | Sfida                                  | Parità       |
| Campionato elementari               | Nankatsu SC       | New Team          | Campionato Nazionale Scuole Elementari | Vittoria     |
| La grande sfida europea             | -                 | Giappone U-13     | Amichevole                             | Vittoria     |
| La selezione giovanile del Giappone | -                 | Giappone U-13     | Amichevole                             | Vittoria     |
| Torneo di Parigi                    | Amburgo Primavera | Amburgo Primavera | Amichevole                             | Vittoria     |
| Torneo di Parigi                    | Giappone U-16     | Giappone U-16     | Mondiale U-16                          | Vittoria     |
| Debutto in Bundesliga               | Amburgo           | -                 | Incontro di Bundesliga                 | Vittoria     |
| La grande sfida mondiale            | -                 | Giappone U-16     | Torneo U-16                            | Vittoria     |
| World Youth                         | Giappone U-19     | Giappone U-19     | Mondiale U-20                          | Vittoria     |
| Road to 2002                        | Amburgo           | Grunwald          | Bundesliga                             | Non concluso |
| Germany Dream                       | Giappone          | -                 | Amichevole                             | Parità       |
| Golden 23                           | Giappone U-22     | -                 | Qualificazioni Asia Olimpiadi          | Vittoria     |
| Rising Sun                          | Giappone Olimpica | -                 | Olimpiadi                              | In corso     |
| Next Dream                          | Bayern Monaco     | -                 | Bundesliga                             | In corso     |

## Accoglienza e impatto culturale
A fianco ad altri personaggi principali della serie, a Benji è dedicata una statua nel sobborgo di Yotsugi, alle porte di Tokyo, città natale dell'autore Yōichi Takahashi.
Nell'originale giapponese, Benjamin Price è uno dei tanti rivali del protagonista Oliver Hutton in seguito diventati suoi buoni amici e compagni di squadra, cosicché al termine della prima serie le sue apparizioni si fanno decisamente più rarefatte. Prendendo in considerazione solo i primi episodi con Benji rivale, tuttavia, negli adattamenti in italiano, francese e spagnolo dell'anime il personaggio venne reso coprotagonista alla stregua di Holly e la serie stessa intitolata rispettivamente Holly e Benji, Olive et Tom e Oliver y Benji. A causa di questo suo ruolo centrale, il personaggio è diventato un'icona per intere generazioni e si è guadagnato la fama di portiere leggendario e imbattibile.